# Superliga Brasileira de Voleibol Masculino - Série C
O Campeonato Brasileiro de Voleibol Masculino - Terceira Divisão, também conhecido como Superliga Série C, é o terceiro nível do principal torneio de voleibol masculino do Brasil. O torneio é organizado desde 2018 pela Confederação Brasileira de Voleibol (CBV) e dá acesso à Segunda Divisão do voleibol brasileiro, a Superliga Série B, substituindo a Taça Prata.
A competição se destaca por seu formato abrangente e inclusivo, com a participação de dezenas de equipes de todo o Brasil. O torneio é dividido em fases regionais, com sedes espalhadas pelas cinco regiões do país, e uma fase final, que garante o acesso à divisão superior. Isso permite que equipes de diferentes estados e com menor investimento tenham a oportunidade de competir em alto nível e sonhar com o acesso.

## Histórico
Substituindo a Taça Prata, a primeira edição da Superliga Série C foi realizada no ano de 2018. Divididas em dois grupos, sete equipes brigaram pelo acesso à Superliga Série B. Em São José dos Campos as partidas aconteceram entre os dias 9 e 11 de novembro, no ginásio do SESI, com as equipes do Vôlei São José, do Santos, do Vôlei Guarulhos/AIG/Nagumo e do Vôlei Potiguar. Na cidade de Lavras, a competição ocorreu entre 10 e 12 de novembro no ginásio do Lavras Tênis Clube, reunindo o Lavras Vôlei, o Uberlândia/Gabarito/Start Química e a AABB-Rio. Com o campeão de cada grupo conquistando uma vaga para o segundo nível da Superliga e, não havendo disputa direta por título, declarou-se campeã as equipes vencedora em cada sede, das quais foram o São José Vôlei e o Lavras Vôlei.
A Superliga C cada ano que passa aumenta ainda mais sua adesão aos clubes em vários estados do país. Na edição de 2025 estabeleceu um recorde de clubes e estados participantes, foram 40 clubes competindo, sendo de 21 estados e o Distrito Federal representados.
Pelo regulamento, a atual edição sofreu mudanças com relação as edições passadas, o novo formato é o seguinte: A Superliga C 2025 foi disputada em 12 sedes espalhadas pelo Brasil. Sendo em Etapas Regionais, os times são divididos em sedes, disputando a classificação em seus respectivos grupos. Os campeões de cada regional (Norte, Nordeste 1, Nordeste 2, Centro-Oeste, Sudeste e Sul), juntamente com os dois melhores segundos colocados, avançam para a fase final. Na Fase Final, os oito times classificados disputarão a fase final, que definirá os quatro clubes que conseguirão o acesso à Superliga B. O local e a data dessa etapa ainda não foram definidos pela Confederação Brasileira de Voleibol (CBV).
A equipe do Minas Náutico é a maior vencedora da competição com dois títulos conquistados, nas edições  2021 e 2022.

## Edição atual
Segue abaixo a lista das equipes participantes da Superliga Série C de 2025.
| Sede                 | Grupo                      | Equipe               | Cidade           | Temporada 2024 |
| -------------------- | -------------------------- | -------------------- | ---------------- | -------------- |
| Rio Branco (AC)      |                            |                      |                  |                |
| Norte                | AVV Vôlei Vilhena          | Vilhena              | Estreante        |                |
| Norte                | Clube ACV                  | Porto Velho          | Estreante        |                |
| Norte                | GAS Vôlei                  | Boa Vista            | Estreante        |                |
| Norte                | Iate Clube                 | Boa Vista            | Estreante        |                |
| Norte                | MM Acre                    | Rio Branco           | Estreante        |                |
| Norte                | Náutico Vôlei              | Boa Vista            | Estreante        |                |
| Norte                | Nilton Lins                | Manaus               | Estreante        |                |
| Norte                | Remo Vôlei                 | Belém                | 1º Sede Norte    |                |
| Norte                | Vôlei Orgulho              | Porto Velho          | Estreante        |                |
| Salvador (BA)        |                            |                      |                  |                |
| Nordeste 1           | Essencis Adelba            | Salvador             | Estreante        |                |
| Nordeste 1           | Central/Titãs Vôlei        | Caruaru              | Não disputou     |                |
| Nordeste 1           | Matense Voleibol           | Mata de São João     | Estreante        |                |
| Nordeste 1           | Salvador Vôlei             | Salvador             | Estreante        |                |
| Nordeste 1           | Team Vini Vôlei            | Aracaju              | 4º Sede Nordeste |                |
| Parnamirim (RN)      |                            |                      |                  |                |
| Nordeste 2           | Desportivo Parnamirim      | Parnamirim           | Não disputou     |                |
| Nordeste 2           | IAPE Vôlei                 | São Luís             | Estreante        |                |
| Nordeste 2           | Unifor                     | Fortaleza            | Não disputou     |                |
| Campo Grande (MS)    |                            |                      |                  |                |
| Centro-Oeste         | CFA/Voleibol Alta Floresta | Alta Floresta        | 13º Superliga B  |                |
| Centro-Oeste         | Evox                       | Primavera do Leste   | Estreante        |                |
| Centro-Oeste         | Instituto Ace              | Goiânia              | Não disputou     |                |
| Centro-Oeste         | Luverdense Vôlei           | Lucas do Rio Verde   | Estreante        |                |
| Centro-Oeste         | Minas Brasília             | Brasília             | Estreante        |                |
| Centro-Oeste         | Pantanal Vôlei             | Campo Grande         | Estreante        |                |
| Centro-Oeste         | Promais Vôlei              | Goiânia              | Estreante        |                |
| Itaquaquecetuba (SP) |                            |                      |                  |                |
| Sudeste              | ADV                        | Artur Nogueira       | Estreante        |                |
| Sudeste              | AGEE São Carlos            | São Carlos           | Estreante        |                |
| Sudeste              | Capixaba Vôlei             | Vitória              | 5º Sede Sudeste  |                |
| Sudeste              | Fluminense Vôlei           | Rio de Janeiro       | 7º Sede Sudeste  |                |
| Sudeste              | Grajaú Country             | Rio de Janeiro       | Estreante        |                |
| Sudeste              | Itabirito Pro Esporte      | Itabirito            | 9º Sede Sudeste  |                |
| Sudeste              | Itaquá Vôlei Mania         | Itaquaquecetuba      | Estreante        |                |
| Sudeste              | Super Vôlei Santo André    | Santo André          | Não disputou     |                |
| Sudeste              | Univassouras               | Vassouras            | Estreante        |                |
| Chapecó (SC)         |                            |                      |                  |                |
| Sul                  | APROV/Chapecó              | Chapecó              | 2º Sede Sul      |                |
| Sul                  | Araucária Vôlei            | Araucária            | 12º Superliga B  |                |
| Sul                  | Elase                      | Florianópolis        | Estreante        |                |
| Sul                  | EV Futuro                  | Erechim              | Estreante        |                |
| Sul                  | Foz do Iguaçu/SMEL         | Foz do Iguaçu        | Estreante        |                |
| Sul                  | Pro Vôlei Colombo          | Colombo              | Estreante        |                |
| Sul                  | São José dos Pinhais/AIEL  | São José dos Pinhais | Estreante        |                |

↑ 1. Araucária Vôlei desistiu da competição antes do seu início.

## Títulos

### Por estado
| Estado              | Campeão | Vice-campeão | Terceiro lugar |
| ------------------- | ------- | ------------ | -------------- |
| Minas Gerais        | 7       | 2            | 4              |
| São Paulo           | 4       | 8            | 6              |
| Goiás               | 3       | 3            | 1              |
| Paraná              | 3       | 3            | 0              |
| Santa Catarina      | 2       | 2            | 4              |
| Distrito Federal    | 2       | 2            | 2              |
| Ceará               | 2       | 1            | 1              |
| Rio Grande do Norte | 2       | 0            | 2              |
| Pará                | 1       | 2            | 3              |
| Rio de Janeiro      | 1       | 2            | 2              |
| Amazonas            | 1       | 1            | 0              |
| Mato Grosso         | 1       | 0            | 1              |
| Rio Grande do Sul   | 1       | 0            | 0              |
| Maranhão            | 0       | 2            | 1              |
| Pernambuco          | 0       | 1            | 1              |
| Paraíba             | 0       | 1            | 0              |
| Mato Grosso do Sul  | 0       | 0            | 1              |
| Sergipe             | 0       | 0            | 1              |

### Por equipe
| Equipe                     | Campeão | Vice-campeão | Terceiro lugar |
| -------------------------- | ------- | ------------ | -------------- |
| Minas Náutico              | 2       | 0            | 0              |
| Neurologia Ativa           | 1       | 2            | 0              |
| Aprov/Chapecó              | 1       | 1            | 1              |
| Vôlei Guarulhos            | 1       | 1            | 0              |
| Uberlândia Vôlei           | 1       | 0            | 1              |
| Brasiliense Vôlei          | 1       | 0            | 1              |
| São José Vôlei             | 1       | 0            | 0              |
| Lavras Vôlei               | 1       | 0            | 0              |
| Anápolis Vôlei             | 1       | 0            | 0              |
| Caramuru Vôlei             | 1       | 0            | 0              |
| Amavolei Maringá           | 1       | 0            | 0              |
| Vôlei Futuro               | 1       | 0            | 0              |
| Vôlei Aeroclube            | 1       | 0            | 0              |
| Vila Nova                  | 1       | 0            | 0              |
| Tijuca Tênis Clube         | 1       | 0            | 0              |
| Rede CUCA                  | 1       | 0            | 0              |
| Suzano Vôlei               | 1       | 0            | 0              |
| Joinville Vôlei            | 1       | 0            | 0              |
| Manaus Vôlei               | 1       | 0            | 0              |
| Sada Cruzeiro Vôlei        | 1       | 0            | 0              |
| Voleibol Alta Floresta     | 1       | 0            | 0              |
| Vôlei Shiro                | 1       | 0            | 0              |
| Brasília Vôlei             | 1       | 0            | 0              |
| Maringá Vôlei              | 1       | 0            | 0              |
| Juiz de Fora Vôlei         | 1       | 0            | 0              |
| Sogipa                     | 1       | 0            | 0              |
| Remo Vôlei                 | 1       | 0            | 0              |
| Norde Vôlei                | 1       | 0            | 0              |
| EVA Araguari               | 1       | 0            | 0              |
| Araucária/Berneck          | 0       | 2            | 0              |
| Climed/Atibaia             | 0       | 2            | 0              |
| Apade Vôlei                | 0       | 2            | 0              |
| São Sebastião/Obi          | 0       | 2            | 0              |
| EC Praia Grande            | 0       | 1            | 3              |
| Uberlândia/Gabarito        | 0       | 1            | 1              |
| AA Metisa/Timbó Vôlei      | 0       | 1            | 1              |
| Super Vôlei Santo André    | 0       | 1            | 1              |
| Kandangos Vôlei            | 0       | 1            | 1              |
| AABB Rio                   | 0       | 1            | 0              |
| Sport Recife Vôlei         | 0       | 1            | 0              |
| Vôlei UNIP/Fortaleza       | 0       | 1            | 0              |
| Niterói Vôlei Clube        | 0       | 1            | 0              |
| Nova Geração/Pouso Alegre  | 0       | 1            | 0              |
| AVP/Palmas                 | 0       | 1            | 0              |
| Clube Campestre            | 0       | 1            | 0              |
| Nacional Vôlei             | 0       | 1            | 0              |
| Sesi Bauru                 | 0       | 1            | 0              |
| UNIRV/AERV                 | 0       | 1            | 0              |
| AABB São Luis              | 0       | 1            | 0              |
| Graça Brito/Brave          | 0       | 1            | 0              |
| Real Brasiliense           | 0       | 1            | 0              |
| Paysandu Vôlei             | 0       | 0            | 2              |
| Vôlei Potiguar             | 0       | 0            | 1              |
| Amigos Vôlei Joinville     | 0       | 0            | 1              |
| Clube do Vôlei Multisports | 0       | 0            | 1              |
| Fera/Vôlei Campos          | 0       | 0            | 1              |
| Copagaz/Campo Grande       | 0       | 0            | 1              |
| Desportivo Rio Grande      | 0       | 0            | 1              |
| UV/Cedesbra                | 0       | 0            | 1              |
| Sesi/Osasco                | 0       | 0            | 1              |
| Bebedouro Clube/Unifafibe  | 0       | 0            | 1              |
| Central Vôlei              | 0       | 0            | 1              |
| Pará de Minas              | 0       | 0            | 1              |
| Cidade Viva Vôlei          | 0       | 0            | 1              |
| Team Vini Vôlei            | 0       | 0            | 1              |
| Flamengo Vôlei             | 0       | 0            | 1              |
| AVP/Piçarras               | 0       | 0            | 1              |
| Tuna Luso Vôlei            | 0       | 0            | 1              |
| AABB/Cavalo de Aço         | 0       | 0            | 1              |
| Mais Vôlei Brasília        | 0       | 0            | 1              |